# Okazakijevi fragmenti
Okazakijevi fragmenti kratki su i nepovezani dijelovi deoksiribonukleinske kiseline (oko 100-200 parova baza u eukariota) koji nastaju na tromom lancu (eng. lagging strand) tijekom replikacije DNK te se kasnije povezuju ligazom kako bi stvorile jedan cjeloviti lanac novonastale DNK molekule. Otkrili su ih molekularni biolozi Reiji i Tsuneko Okazaki 1960-ih godina uz suradnike. 
Nastaju zbog nemogućnosti enzima DNK primaze i DNK polimeraze da rade u 3' – 5' smjeru; za to se kompenzira tako što na tom lancu nastaju kratki fragmenti 5' – 3' smjera, tj. u prema natrag u odnosu na smjer kretanja replikacijskih rašlji. Ti se fragmenti kasnije povezuju u cjeloviti lanac uz pomoć enzima DNK ligaze.

## Otkriće
Godine 1967. znanstvenici Tsuneko Okazaki i Toru Ogawa sugerirali su da se replikacija DNK na 3' – 5' lancu događa »diskontinuirano«, tj. da se na njemu stvaraju manji fragmenti u 5' – 3' smjeru koji se kasnije povezuju. Do te hipoteze došlo je zbog toga što nije pronađen mehanizam ili enzim koji omogućava kontinuiranu eplikaciju u 3' – 5' smjeru, već samo 5' – 3'.
Kako bi istražili navedenu pojavu, Tsuneko i Reiji Okazaki označili su novoreplicirane kromosome E. coli radioaktivnim izotopima; velika količina kratkih djelića DNK koji sadrže te izotope sugerirala je da se replikacija uistinu događa diskontinuirano. Otkriće DNK ligaze, enzima koji povezuje djeliće DNK, pružilo je dodatnu potporu navedenoj hipotezi.
Godine 1968. Reiji i Tsuneko Okazaki te suradnici proveli su još jedan eksperiment kako bi dokazali pojavu Okazakijevih fragmenata: postavili su hipotezu da bi se kratki segmenti DNK nakupljali u stanici u slučaju da ligaza ne funkcionira. Inficirali su bakteriju E. coli bakteriofagom T4 koji stvara ligazu osjetljivu na visoke temperature. Stanice inficirane s tim bakteriofagom akumulirale su kratke segmente DNK u jezgri na visokim temperaturama što je potvrdilo hipotezu i pružilo dodatnu potporu njihovim prijašnjim istraživanjima.